# XXI. Armeekorps
XXI. Armeekorps var en tysk armékår under andra världskriget. Kåren sattes upp den 10 augusti 1939.

## Befälhavare
Kårens befälhavare:
- Generaloberst Nikolaus von Falkenhorst 10 augusti 1939–1 mars 1940

Stabschef:
- Oberst Erich Buschenhagen 10 augusti 1939–1 mars 1940